# Émilie Simon
Pour les articles homonymes, voir Simon.
Émilie Simon, née le 17 juillet 1978 à Montpellier, est une auteure-compositrice-interprète française de musique, principalement électronique.

## Biographie

### Formation
Née en 1978, Émilie Simon a grandi à Montpellier avec son petit frère, sa mère (coiffeuse sur la place du Marché-aux-Fleurs) et son père (ingénieur du son), par lequel elle est initiée à la musique. Elle rejoint le conservatoire de Montpellier à l'âge de 7 ans.
Elle obtient son bac littéraire « option musique » au lycée Clemenceau[réf. souhaitée]. Ayant étudié à l'Université Paul-Valéry-Montpellier puis à l’Université Paris-Sorbonne, elle est titulaire d'un DEA en musicologie. Elle a également suivi de nombreux stages à l’IRCAM.

### Ses débuts

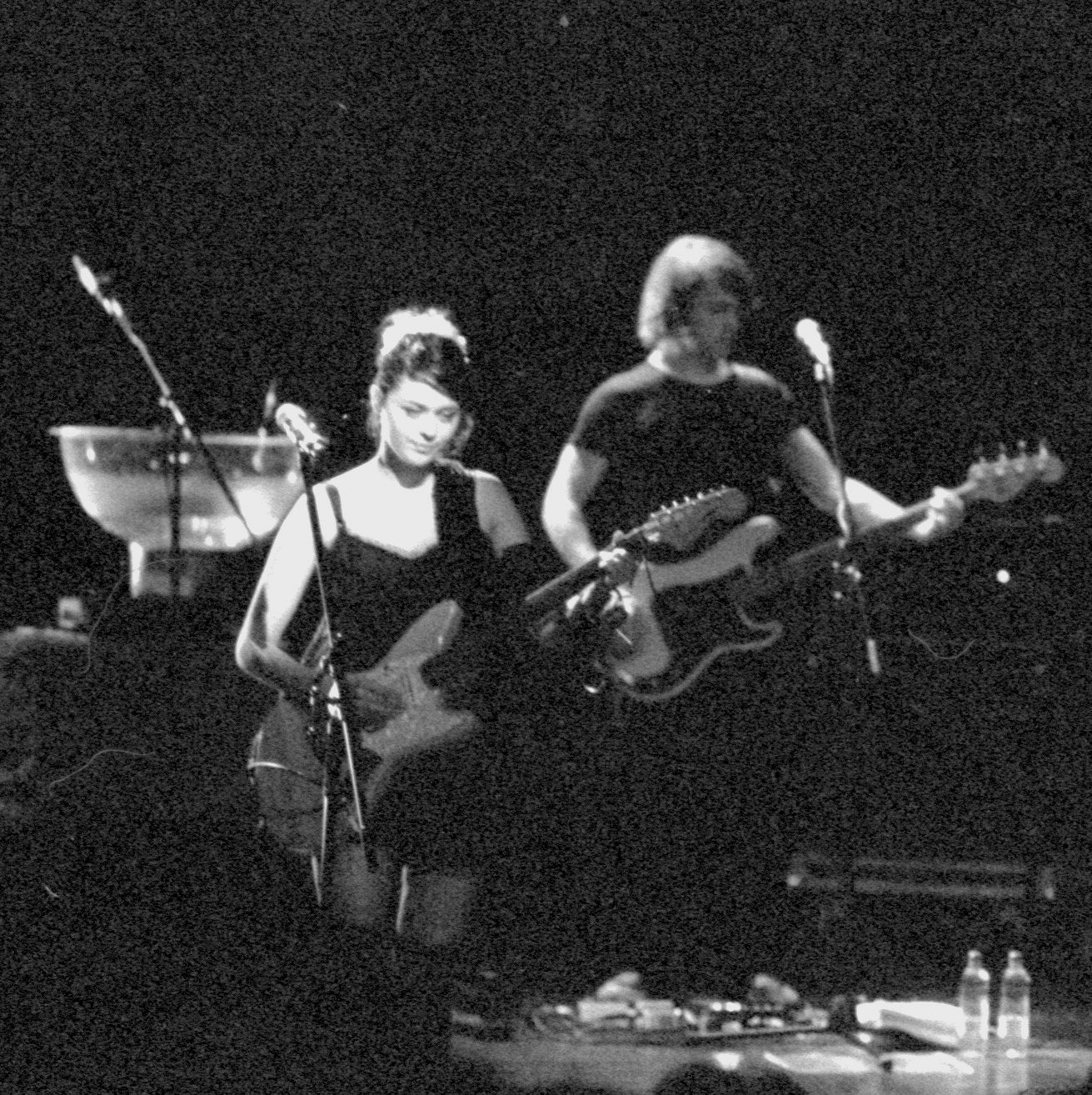
Émilie Simon en concert à l'Octogone, à Pully, en 2004.

En 2003, Émilie Simon sort son premier album, produit par Barclay et simplement intitulé Émilie Simon, qui est récompensé par une Victoire de la musique dans la catégorie « Album de musique électronique » en 2004.
Alors qu'elle travaille sur la musicalité de l'eau et de la glace, Émilie Simon est contactée par le réalisateur Luc Jacquet, pour un documentaire sur l'Antarctique,. Le 10 janvier 2005, Émilie Simon sort ainsi un deuxième album, La Marche de l'empereur, qui constitue la bande originale du film du même nom. Elle remporte alors une Victoire de la musique dans la catégorie « Musique originale de cinéma ou de télévision », et elle est nommée pour le César de la meilleure musique écrite pour un film.

### Végétal

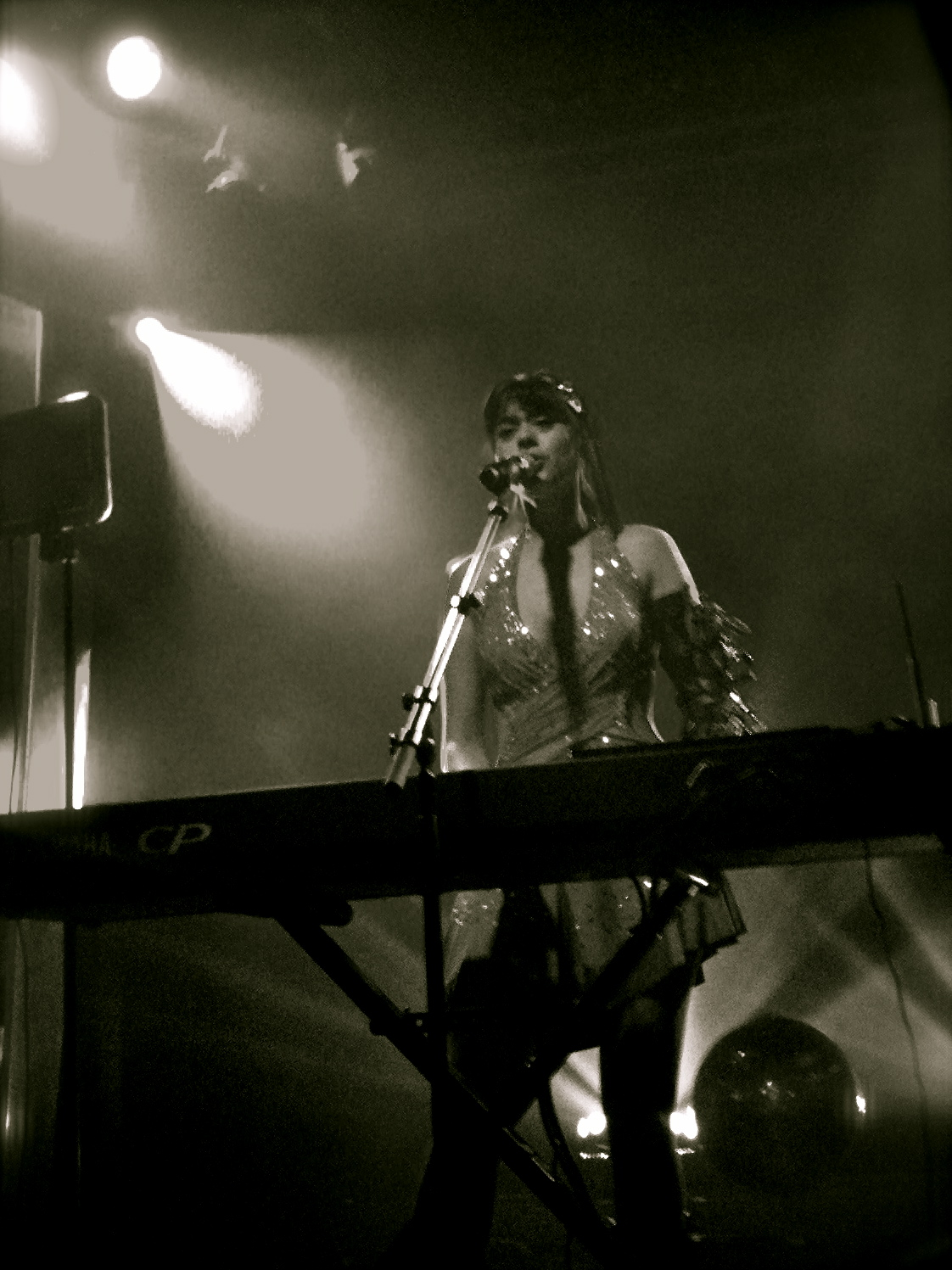
Émilie Simon en 2009.

Le 6 mars 2006, Émilie Simon sort son troisième album, intitulé Végétal. Cet album, orienté vers l'univers végétal, joue avec les mots et les sonorités organiques ou aquatiques, les textures naturelles (eau, bois, feu, pierre) et l'utilisation de différents modes de jeux instrumentaux, notamment du piano préparé (My old friend) sur l'album et sur scène avec les percussionnistes Cyril Hernandez et Nicolas Gorge.
L'album obtient une Victoire de la musique dans la catégorie « Album de musiques électroniques / groove / dance de l'année » en 2007.
Le premier live d'Émilie Simon, À l’Olympia, enregistré en septembre 2006 à l'Olympia sort l'année suivante. Disponible en version CD audio et en DVD vidéo, ce live comporte des chansons figurant sur ses 3 albums ainsi qu'une reprise d'une chanson de Nirvana, Come as You Are.
Le succès de cet album marque le début d'un succès international. En effet, Émilie Simon sort à la fin de 2006 The Flower Book aux États-Unis : une compilation de titres tirés de ses trois premiers albums ainsi que des versions inédites. La Marche de l’empereur sort ensuite aux États-Unis le 3 avril 2007 (sous le nom de March of the Empress).
Émilie Simon compose également la B.O. du film Survivre avec les loups de Véra Belmont sorti en janvier 2008. Émilie Simon a repris pour Véra certains titres : Au Lever du Soir, Vu d'ici, Papillon, Chanson de toile et In the Lake.

### The Big Machine
En 2008, Émilie Simon déménage pour aller vivre à New York.
Son 4e album studio, The Big Machine sort le 14 septembre 2009 en version numérique, et le 21 septembre 2009 sur CD. Les deux singles présentés sont Dreamland et Rainbow.
Cet album, créé et enregistré à New York, présente une majorité de titres uniquement en anglais (certains titres contenant quelques phrases en français), avec de musiciens et collaborateurs américains.
La sonorité, beaucoup plus orientée pop, n'est pas sans rappeler la chanteuse Kate Bush. Émilie Simon a d'ailleurs composé The Big Machine de manière plus traditionnelle contrairement à ses trois premiers albums, elle a écrit l'album en piano-voix alors qu'elle composait précédemment directement sur l'ordinateur.

### Franky Knight
François Chevallier, compagnon d'Émilie, ingénieur du son et réalisateur, qui a travaillé sur la bande originale de La Marche de l'empereur, Végétal, The Big Machine, meurt en Grèce le 15 septembre 2009 à la suite de complications pulmonaires dues au virus de la grippe H1N1.
Franky Knight, le cinquième album studio d'Émilie Simon lui rend hommage. Il est composé de dix morceaux, et est sorti le 5 décembre 2011. Cet album est d’ailleurs utilisé comme bande originale du film La Délicatesse, qui développe le même thème du deuil amoureux.
La chanson Jetaimejetaimejetaime apparaît dans le générique de fin du film Quand je serai petit et est composée à partir des thèmes du film. La série télévisée Bref a utilisé Les Amants du même jour dans l'épisode 57 (Bref. On était des gamins).[réf. nécessaire]

### Mue
Mue, le 6e album studio d'Émilie Simon est composé de dix morceaux originaux plus une reprise. Il est sorti le 17 mars 2014.
Cet album contraste avec le précédent par une ambiance lumineuse plus joyeuse et paisible.

### Mars On Earth 2020
Mars on Earth 2020, est un EP conceptuel, composé de 4 titres qui sont dévoilés chaque mercredi à partir du 22 avril 2020.
Le premier single s'intitule Cette Ombre et est dévoilé le 22 avril 2020.
En 2021, Émilie Simon réalise et publie sur YouTube trois reprises :
- en avril : La nuit je mens, d'Alain Bashung[13] ;
- en décembre : Last Christmas, de Wham![14] ;
- en décembre : Joe le taxi, de Vanessa Paradis[15].

### ES
En 2023, Émilie Simon sort ES qui commémore les vingt ans de son premier album entièrement reproduit et réarrangé.

### PHOENIX

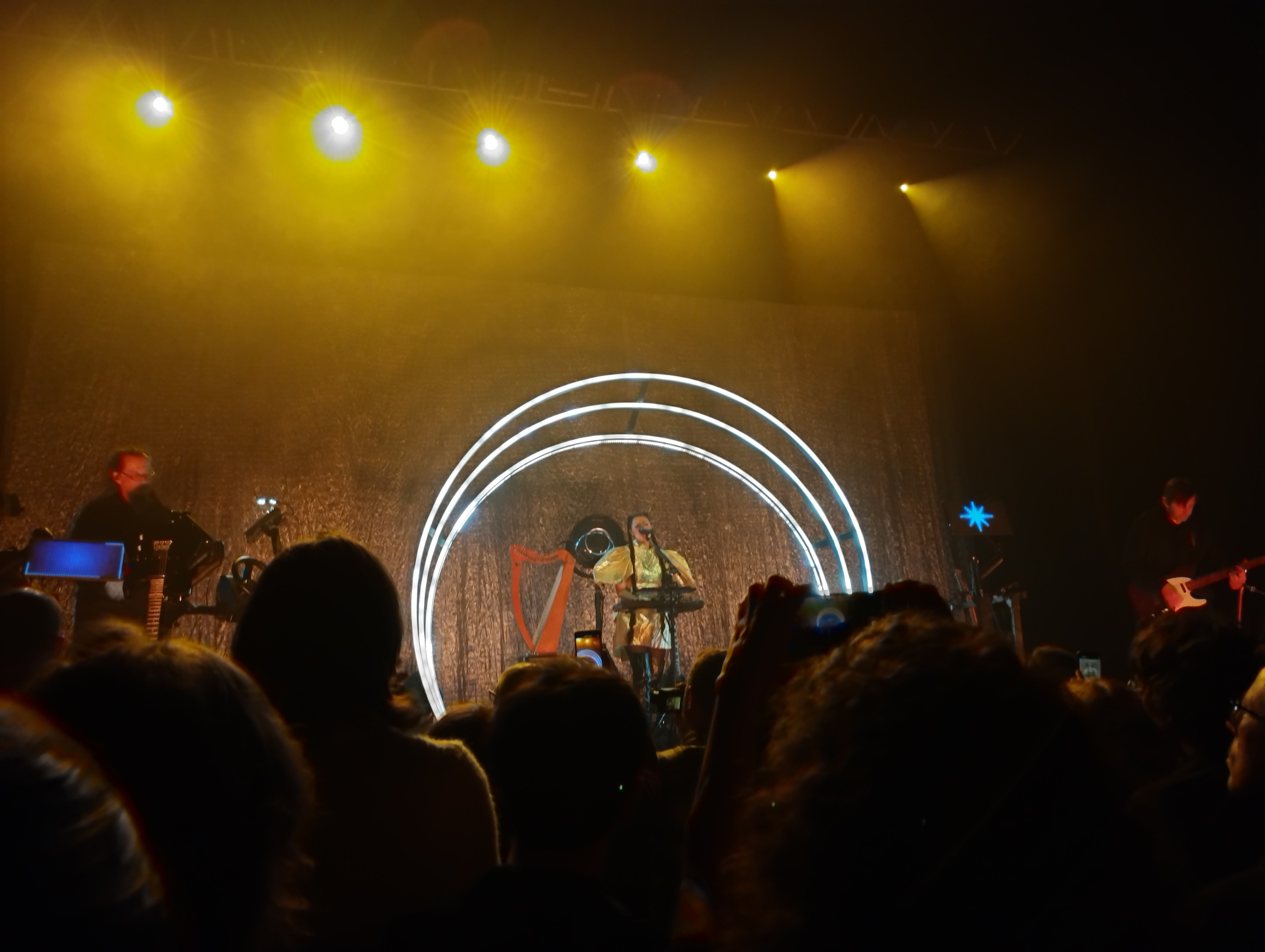
Émilie Simon en concert au Trianon, en 2024.

PHOENIX est le projet transmédia d'Émilie Simon sorti le 27 octobre 2023. Il est composé d'un EP de 6 titres, d'un conte musical et d'un court-métrage dont le scénario décrit l'histoire atypique du retour à la vie de Lily Mercier joué par Émile Simon.

## Style musical
Travaillant elle-même ses arrangements, elle est connue pour aimer le renouveau et ses albums connaissent des ambiances sonores variées.
Ses textes alternent les langues française et anglaise.

## Concerts

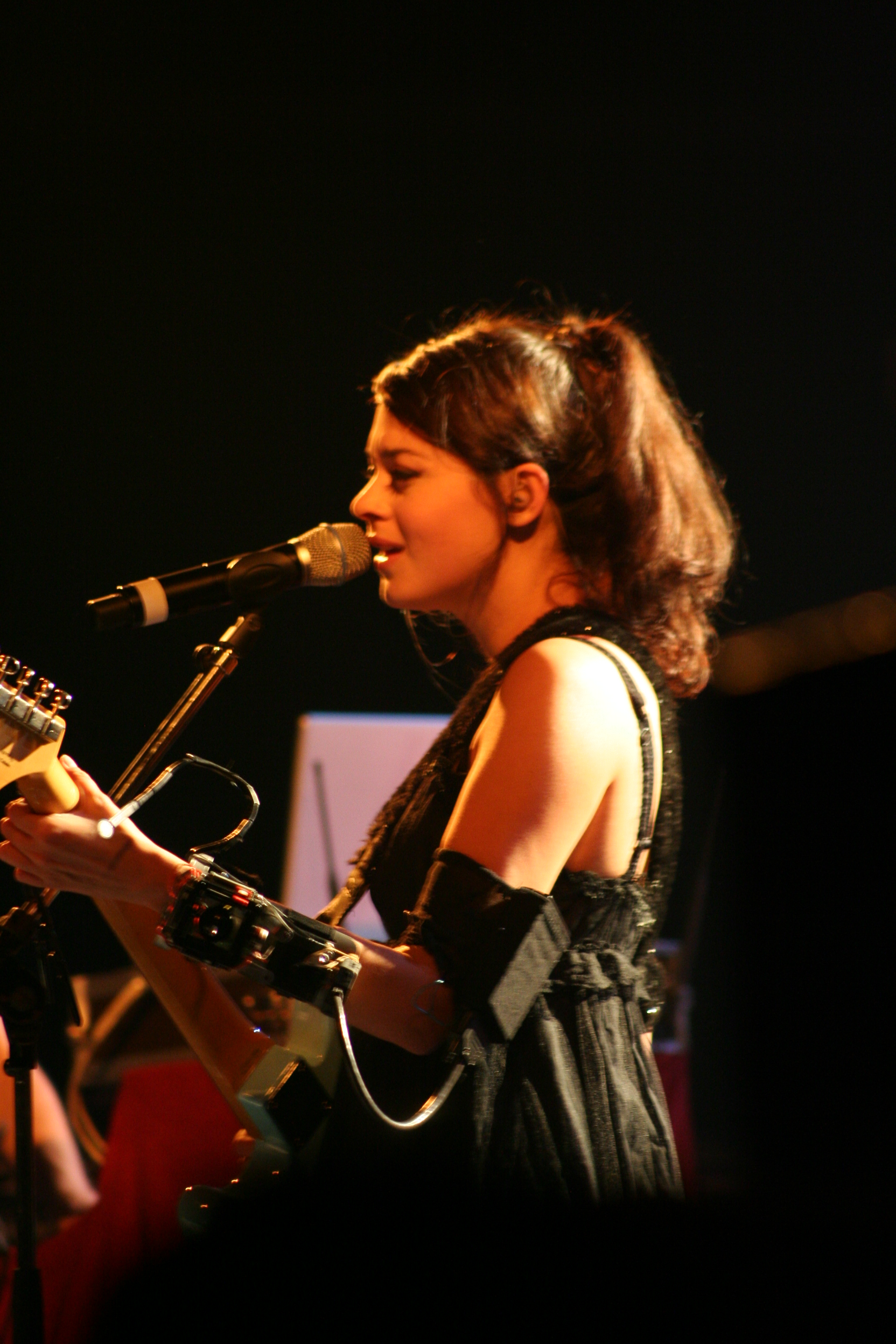
Émilie Simon en concert à Dijon, en 2006.

Son premier concert a été donné à l'Ubu à Rennes, en première partie du chanteur Avril.
Sur scène, elle a souvent été accompagnée de Cyrille Brissot (de l'IRCAM) qui dirige la partie programmation et qui a développé des instruments spécialement destinés aux concerts d’Émilie : le BRAAHS, le Cadre, Bobby, mélangeant contrôleurs MIDI et traitements en temps réel.
Elle participe à une première Black Session sur France Inter le 4 avril 2003.
Le 1er juillet 2005, dans le cadre des Eurockéennes de Belfort, elle donne un concert original auquel participent la Synfonietta de Belfort et le groupe de Percussions-Claviers de Lyon. Elle retravaille ensuite avec ces deux ensembles lors d'un second concert, le 19 janvier 2006 au Grand Rex à Paris. Avec le groupe de Percussions-Claviers de Lyon, elle donne un autre concert le 16 septembre 2007 à la salle Pleyel.
En 2009, Émilie Simon présente son quatrième album The Big Machine dans une tournée en France, ainsi qu'à l'étranger. Elle participe à une deuxième Black Session sur France Inter le 21 septembre 2009.
Revenant régulièrement voir ses parents à Montpellier, elle donne pour son 32e anniversaire un concert dans la salle du Rockstore.
Le 5 mai 2012, elle donne une unique représentation à la salle Pleyel.
Le 23 août 2014, dans le cadre du festival Rock en Seine, elle donne un concert unique avec l'Orchestre national d'Île-de-France dirigé par Bruno Fontaine.
Le 17 mars 2015, l'avion transportant son matériel alors bloqué à cause de la météo, elle met en place en quelques heures un arrangement semi-acoustique pour un concert à Wuhan en Chine. Elle joue alors quelques notes de hulusi, flute chinoise qu'elle découvre le jour même.
Le 12 novembre 2015, elle donne un concert à Lyon avec les élèves du Conservatoire national supérieur de musique et de danse de Lyon.
Dans le cadre de sa tournée promouvant l'album Polaris, elle donne son unique concert parisien au Trianon, où elle se produit pour la première fois de sa carrière.

## Discographie
- 2003 : Émilie Simon
- 2005 : La Marche de l'empereur (bande originale du film éponyme)
- 2006 : Végétal
- 2007 : À l'Olympia (album live)
- 2009 : The Big Machine
- 2011 : Franky Knight
- 2014 : Mue
- 2020 : The Jesus Rolls[20]
- 2020 : Mars on Earth 2020[21] (EP)
- 2023 : ES (réenregistrement de son album éponyme)
- 2023 : PHOENIX (EP)
- 2024 : Polaris

## Distinctions

### Récompenses
- 2004 : Victoires de la musique pour l'album Émilie Simon dans la catégorie électroniques/groove/dance ;
- 2006 : Victoires de la musique pour l'album La Marche de l'empereur dans la catégorie musique originale de cinéma ou de télévision ;
- 2007 : Victoires de la musique pour l'album Végétal dans la catégorie électroniques/groove/dance ;
- 2011 : Grand prix Sacem pour l'album Franky Knight dans la catégorie musiques électroniques ;
- Chevalière de l'ordre des Arts et des Lettres (2016)[22].

### Nominations
- au Prix Constantin en 2003 : pour l'album Émilie Simon ;
- au César en 2006 : pour la bande originale La Marche de l'empereur ;
- aux Victoires de la musique en 2013 : pour l'album Franky Knight.

## Filmographie
- 2011 : Émilie Simon fait un cameo dans le film La Délicatesse. Son amie Audrey Tautou insiste, pour le côté « thérapie » du film[pas clair] dont elle fait la BO.
- 2012 : Émilie Simon apparaît dans le documentaire de Jérémie Carboni : Musique(s) électronique(s)[23] ;
- 2012 : Émilie Simon apparaît dans le dernier épisode de la série Bref, intitulé "Bref. Dernier épisode";
- 2014 : Elle réalise le clip du single Menteur extrait de l'album Mue ;
- 2014 : Elle apparaît dans le court-métrage de Stéphane Foenkinos, Élise.